# HD 330075
HD 330075 (HIP 77517 / SAO 226248) es una estrella en la constelación de Norma de magnitud aparente +9,36 situada a 164 años luz del sistema solar. Desde 2004 se conoce la existencia de un planeta extrasolar en órbita alrededor de esta estrella.
Catalogada como una enana amarilla de tipo espectral G5V en el Catálogo Hipparcos, observaciones recientes consideran a HD 330075 como una estrella de tipo K1 con una temperatura efectiva de 5017 K. Su gravedad superficial, menor de la que cabría esperar para una enana naranja, sugieren que la estrella ha evolucionado ligeramente desde la secuencia principal.
Ello es consistente con su luminosidad, equivalente al 47% de la luminosidad solar, mayor que el valor típico de una enana K1V —0,37 veces la luminosidad solar—.

HD 330075 tiene una metalicidad comparable a la del Sol.
Su velocidad de rotación proyectada de 0,7 km/s, completando un giro en 48 días aproximadamente.
Su masa corresponde al 70% de la masa solar, estimándose su edad en 6200 millones de años —unos 1600 millones de años más antigua que el Sol—.

## Sistema planetario
En 2004 se descubrió la presencia de un planeta alrededor de HD 330075, denominado HD 330075 b, cuya masa mínima equivale al 76% de la masa de Júpiter. Se mueve en una órbita circular a 0,043 UA de la estrella —un 11% de la distancia existente entre Mercurio y el Sol—, por lo que es un planeta del tipo «Júpiter caliente». Su período orbital es de únicamente 3,369 días.
| Acompañante (En orden desde la estrella) | Masa (MJ) | Período orbital (días) | Semieje mayor (UA) | Excentricidad |
| ---------------------------------------- | --------- | ---------------------- | ------------------ | ------------- |
| HD 330075 b                              | > 0,75    | 3,369 ± 0,004          | 0,043              | 0             |